# Жолудівщина
Жолудівщина — (біл. вёска Желудзіўшчіна), село (веска) в складі Логойського району розташоване в Мінській області Білорусі, підпорядковане Знаменівській сільській раді.
Село Жолудівщина розташоване в центральних районах Білорусі, у північній частині Мінської області - орієнтовне розташування [Архівовано 25 серпня 2011 у WebCite].